# 121 Pułk Artylerii Lekkiej

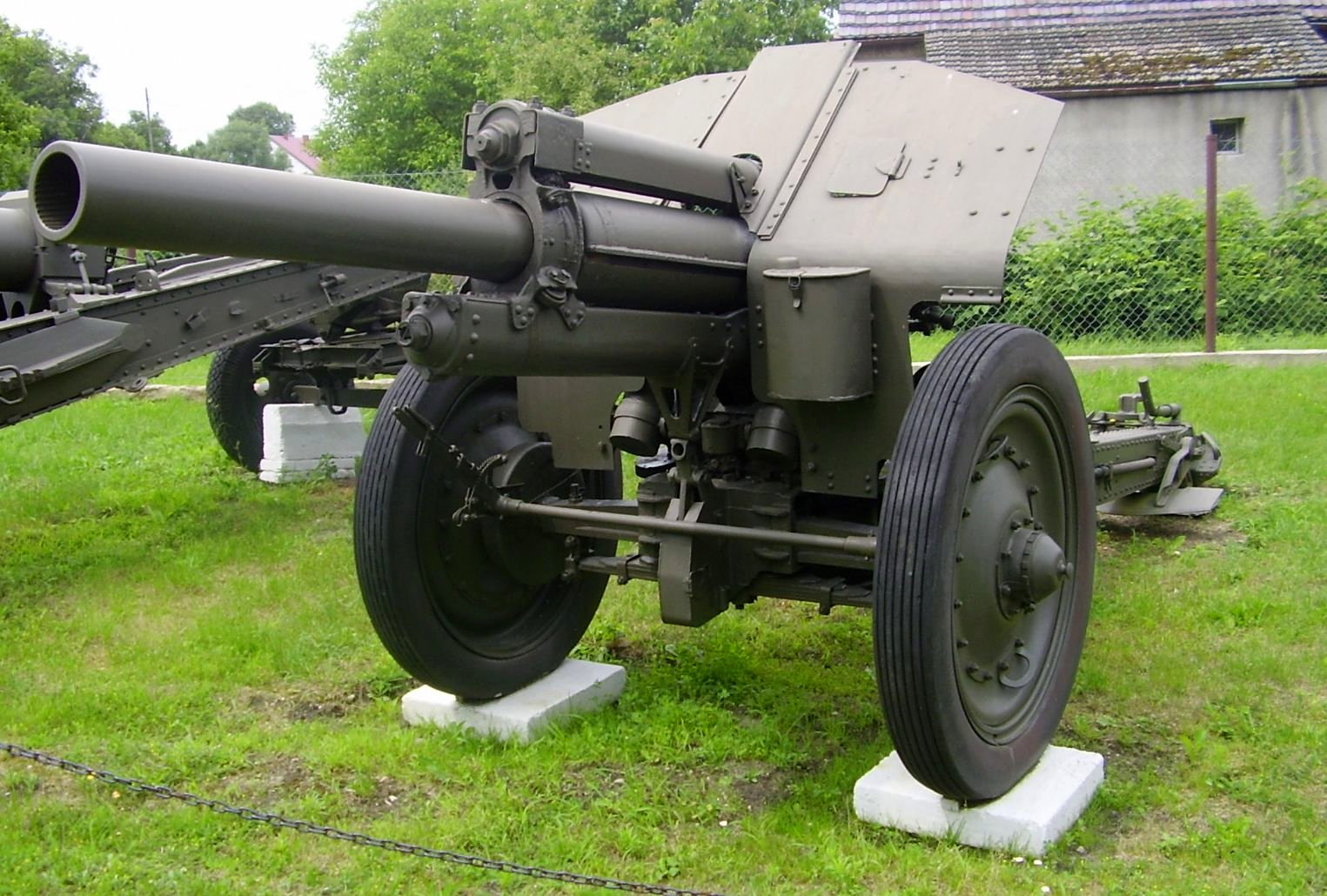
122 mm haubica M-30

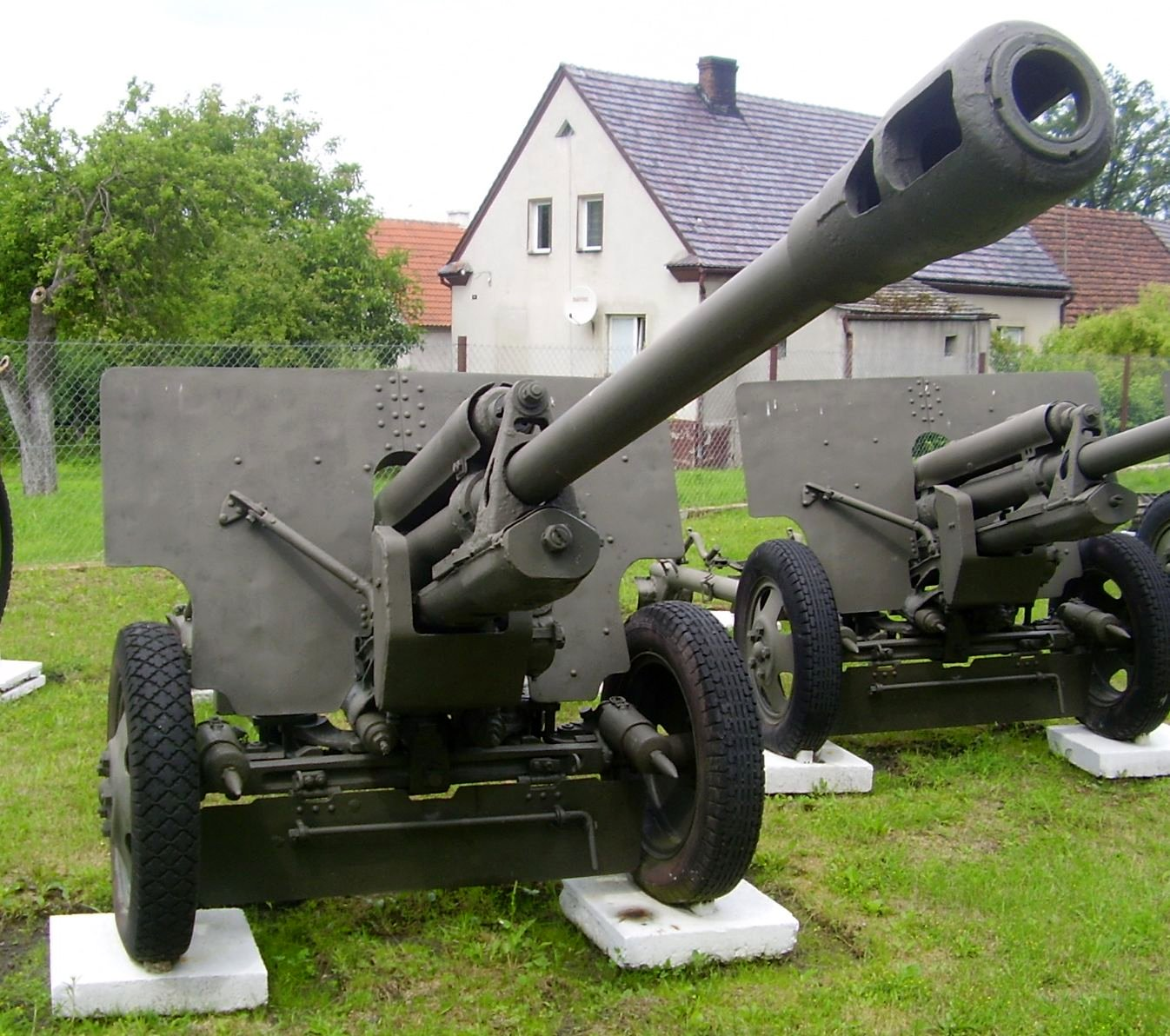
76 mm armata ZiS-3

 121 pułk artylerii lekkiej  – oddział artylerii Wojska Polskiego.

## Formowanie i zmiany organizacyjne
Sformowany w 1951 dla 22 Dywizji Piechoty. Stacjonował w Suwałkach. W 1952 podporządkowany dowódcy 18 Dywizji Piechoty, a we wrześniu 1956 rozwiązany.

## Skład organizacyjny
Dowództwo pułku
- bateria dowodzenia
  - plutony: topograficzno-rozpoznawczy, łączności
- dywizjon haubic
  - trzy baterie artylerii haubic
- dywizjon armat
  - trzy baterie artylerii armat